# Хварши (река)
Хварши (авар. Хъварши) — река в России. Протекает по территории Цумадинского района Республики Дагестан.

## Гидрография
Река Хварши начинается на склонах хребта Кад, отходящего от Богосского хребта, течёт в северо-западном направлении и впадает в реку Андийское Койсу с правой стороны на высоте 1088 м на расстоянии 96 км от её устья.
Длина реки составляет 25 км. Площадь бассейна — 183 км².

### Притоки
Основные притоки — реки Хема (лв, у села Сантлада), Цадейху (лв), Бочох (лв), Жижия (лв).

## Населённые пункты на реке
На правом берегу располагаются сёла Хварши, Сантлада и Инхоквари, на левом — село Хонох.

## Данные водного реестра
По данным государственного водного реестра России относится к Западно-Каспийскому бассейновому округу, водохозяйственный участок реки — Сулак от истока до Чиркейского гидроузла. Речной бассейн реки — Терек.
Код объекта в государственном водном реестре — 07030000112109300000452.